# Rhytiphora fumata
Rhytiphora fumata är en skalbaggsart som först beskrevs av Francis Polkinghorne Pascoe 1864.  Rhytiphora fumata ingår i släktet Rhytiphora och familjen långhorningar. Inga underarter finns listade i Catalogue of Life.